# Tsaratanana (Ifanadiana)
Pour les articles homonymes, voir Tsaratanana.
Tsaratanana est une commune rurale malgache située dans la région de Vatovavy.